# Batman (jeu vidéo d'arcade, 1990)
Pour les articles homonymes, voir Batman (homonymie).
Batman est un jeu vidéo de beat them all à défilement horizontal développé par Data East et édité par Atari Games en 1990 sur borne d'arcade,,,.